# Eureiandra
Eureiandra là một chi thực vật thuộc họ Cucurbitaceae.

## Danh sách loài
- Eureiandra balfourii, Cogn.
- Eureiandra cogniauxii
- Eureiandra eburnea
- Eureiandra fasciculata
- Eureiandra formosa
- Eureiandra lasiandra
- Eureiandra leucantha
- Eureiandra somalensis